# Sergio Aquino
Sergio Aquino (n. 21 septembrie 1979 în Clorinda, Formosa) este un fotbalist paraguayan de descendență argentiniană.